# 今板温泉
今板温泉（いまいたおんせん）は、新潟県阿賀野市（旧国越後国）にある温泉。周辺の出湯温泉、村杉温泉と併せて五頭温泉郷（ごずおんせんごう）を構成している。

## 泉質
- 単純弱放射能冷鉱泉（ラジウム温泉）（アルカリ性低張性低鉱泉）[2]
  - 源泉温度18.8℃[2]。
  - ラドン含有量最高で6.32マッヘ[2]
  - 源泉湧出量毎分103リットル[2]

## 温泉地
五頭山の山麓に温泉地があり、旅館1軒（湯本舘）が立地する。共同浴場は五頭温泉郷の他の温泉地と異なり存在しない。
南側の村杉温泉との間に立地する「五頭山麓うららの森」は五頭温泉郷の拠点施設となっており、観光情報発信、農産物販売、各種体験イベントのほか、レンタサイクルが実施されている。

## 歴史
開湯は『日本 泉誌』には1862年発見と記されているが、『新潟縣温泉誌』には1730年代頃と記されている。大正時代には宿が7軒66室あったとされる。
薬師堂内に安置されている薬師如来像は、弘法大師が由来だとされている。

## アクセス
湯本館では、新潟駅から無料送迎が行われている。その他公共交通でのアクセスは2021年5月時点では以下の通りである。
- 羽越本線水原駅より阿賀野市営バスで約25分、「今板温泉」下車[6][7]。
※新潟駅方面 - 水原（または瓢湖前）は新潟交通観光バスのS9系統も利用できる。
- 新宿・池袋より泉観光バス「NETWORK 821便」利用（土曜など特定日のみ運行）、「五頭温泉郷」[8]（うららの森前）下車後、徒歩約12分。
- 新潟空港から事前予約制バス「月岡温泉・五頭温泉郷周遊ライナー」乗車（新発田城・月岡温泉経由）[9]。

また、五頭温泉郷から周辺の観光地へのアクセスには、レンタカーも利用できる。